# مارغريت الفرنسية ملكة إنجلترا
مارغريت الفرنسية ملكة إنجلترا (بالفرنسية: Marguerite de France )‏ (و. 1282 – 1318 م) هي عقيلة ملك، من فرنسا، ولدت في باريس، توفيت عن عمر يناهز 36 عاماً.